# はらだはるな
はらだ はるな（1979年2月25日 - ）は、日本の元AV女優。愛称は「はるっち」。

## 略歴
2002年にAVデビュー。デビュー前はストリッパーとして活躍。主にのキカタン（企画単体）ものを中心に活躍。
2004年に三上翔子や藤森かおりとともにケイ・エム・プロデュースのレンタル専門レーベルうまなみ。のキャンペーンガール、うまなみ。ガールズにも選ばれた。

## 出演作品

### アダルトビデオ
2002年
- love SQUASH!（5月、シェール）
- SOUTHERN BREEZE（6月、シェール）

2003年
- CHER BEST SELECTION 7（1月24日、HRC）オムニバス作品
- おんなのこのおなにー 3（2月20日、ディープス）
- れずセラ 4（3月6日、ディープス）
- 女教師と女子校生とザーメンと。（4月1日、ゴーゴーズ）
- 女子校生痴女集団にあなたも飼われてみませんか?（4月10日、ドグマ）
- 女教師と女子校生とザーメンと。vol.2（5月2日、ゴーゴーズ）
- 極痴女（5月13日、隼エージェンシー）
- お尻とアナル製作所 Vol.2（5月17日、ナチュラルハイ）
- imagination-はらだはるな-（6月10日、隼エージェンシー）
- 女優50人のアナル見せます! 2（7月5日、ディープス）
- HIGH SCHOOL FUCK（7月8日、アイデアポケット）
- 今すぐアクセス! 即アポGET出会い系（7月18日、グラスワン・ソフトウェア）
- ひとり暮らしっ娘2 vol.4（8月8日、桃太郎映像出版）
- アニマル中出し（8月15日、隼エージェンシー）
- 痴女OLに犯されたい!　〜CC通商株式会社 人事部OL編〜（8月16日、SODクリエイト）
- 東京ひとり暮らしの女（8月19日、KUKI）
- レズ病棟7（10月4日、ディープス）
- フェラコレ2003秋（10月8日、隼エージェンシー）
- こだわりの手コキ240スペシャル33人（10月8日、隼エージェンシー）
- はらだはるな 連続中出し伝説（11月6日、アイエナジー）
- GOKAN（11月8日、アタッカーズ）
- 蛇縛のレズリンチ（11月8日、アタッカーズ）
- 童貞諸君!痴女と合コンしませんか?（11月10日、ドグマ）
- 崩壊-ほうかい-（11月20日、ネクストイレブン）オムニバス作品
- 大変です！僕をレイプした犯人はとなりのお姉さんでした〜（11月30日、メディアステーション）オムニバス作品
- 手コキクリニック3　SOD's TEKOKI/HAND JOB CLINIC volume.3（12月18日、SODクリエイト）
- レズビアン in ワールド（12月25日、エーピーエー）

2004年
- ザ レズファイト4（1月22日、SODクリエイト）
- いい女に犯されたい!（1月23日、うまなみ。（ケイ・エム・プロデュース））
- 泡姫4（2月6日、ドリームチケット）
- 手コキクリニック4（3月4日、SODクリエイト）
- 美少女排泄倶楽部（3月4日、SODクリエイト）
- 更衣室★試着室（3月4日、ドリームチケット）
- 祝!!脱童貞!!筆おろし4 感謝感激4時間DX（3月26日、クリスタル映像）オムニバス作品
- NO.1美女軍団 ミニスカ 輪姦る（まわる）大捜査線（4月3日、アイエナジー）
- 蛇縛の襤褸雑巾 はらだはるな（4月8日、アタッカーズ）
- GOKAN2（4月8日、アタッカーズ）
- 強制交尾 むりやりしごく女たち（4月14日、隼エージェンシー）オムニバス作品
- バーチャル◆ソープ 〜佐藤優〜（5月14日、笠倉出版社）
- はらだはるな&りん。ぬるぬるシスターズ2（5月14日、エムズファクトリー）
- バニー倶楽部 vol.04（5月14日、桃太郎映像出版）
- 不法チン入 2 コスプレイプ ヌキどころ満載（5月20日、アイエナジー）オムニバス作品
- うまなみ。プレゼンツ いいオンナ 4時間（5月21日、ケイ・エム・プロデュース）うまなみ作品『いいオンナに犯されたい!』のセルDVD化作品
- もしも沢口あすかが超高級ソープ嬢だったら… 完全版（5月21日、ケイ・エム・プロデュース）
- 人妻猥褻事件簿 昼下がりの罪と罰（5月22日、TMC）
- ザ・女子校生狩り（5月28日、クリスタル映像）
- すてリロ5〜摘み取られるつぼみたち…〜 はらだはるな（5月28日、ジャングルポケット）
- ザ・女子校生狩り（5月28日、クリスタル映像）オムニバス作品
- 不法チン入3　美人妻満載（6月4日、アイエナジー）
- 淫欲屋敷の美幽霊　完全版　ファイブドールズ（6月25日、ケイ・エム・プロデュース）
- オナコン!人気女優編（6月25日、メディアステーション）
- 無制限生中出し3 〜公園浮浪者軍団50人〜 はらだはるな（7月22日、ディープス）
- 超高級ソープ4時間スペシャル3（7月23日、ケイ・エム・プロデュース）
- 監禁凌辱 極道の女（9月8日、アタッカーズ）
- THE レイプ されたがる女たち DX（9月24日、クリスタル映像）
- 蛇縛調教 VOL．2（10月8日、アニメイト）
- 人妻ぶっかけザーメン（12月4日、アイエナジー）

2005年
- うまなみプレゼンツ4 女子校生狩り 部活っ娘編（2月18日、ケイ・エム・プロデュース）
- 問答無用 強制子宮破壊 17（6月24日、バッキービジュアルプランニング）
- 制服脱いだYO!はらだはるな（9月6日、デラムプロジェクト）

2006年
- 責め縄秘画報 縄悦 其ノ一 女校生美畜（1月27日、アヴァ）
- 柔肌の縛宴 【悦虐と狂気】 vol.4（3月2日、ドリームクリエイト）

### オリジナルビデオ
- 人妻 猥褻事件簿 昼下がりの罪と罰（2005年5月15日、TMC）オムニバス作品

## テレビ出演
- 土曜ワイド劇場 混浴露天風呂連続殺人 22（2002年12月21日、テレビ朝日）